# Nederlands kampioenschap shorttrack 2012
Het Nederlands kampioenschap shorttrack 2012 werd op 7 en 8 januari gehouden in Heerenveen. De allround titel bij de mannen ging naar Niels Kerstholt en bij de vrouwen naar Jorien ter Mors.

## Resultatenoverzicht
|                    | Goud                 | Zilver             | Brons             |
| ------------------ | -------------------- | ------------------ | ----------------- |
| Mannen senioren    | Niels Kerstholt      | Freek van der Wart | Sjinkie Knegt     |
| Vrouwen senioren   | Jorien ter Mors      | Yara van Kerkhof   | Lara van Ruijven  |
| Jongens junioren A | Christiaan Bökkerink | Itzhak de Laat     | Mark Prinsen      |
| Meisjes junioren A | Lara van Ruijven     | Lois Kloor         | Tineke Groeneveld |
| Jongens junioren B | Dylan Hoogerwerf     | Mylan Elzink       | Leon Bloemhof     |
| Meisjes junioren B | Sara Rog             | Roza Kooystra      | Jessy Kauffman    |
| Jongens junioren C | Koen Slootweg        | Hessel Koot        | Tjerk de Boer     |
| Meisjes junioren C | Suzanne Schulting    | Aafke Soet         | Selma Poutsma     |

## Mannen

### Afstandsmedailles
| Onderdeel | Goud               | Zilver               | Brons                |
| --------- | ------------------ | -------------------- | -------------------- |
| 500m      | Freek van der Wart | Niels Kerstholt      | Christiaan Bökkerink |
| 1000m     | Niels Kerstholt    | Christiaan Bökkerink | Sjinkie Knegt        |
| 1500m     | Niels Kerstholt    | Freek van der Wart   | Christiaan Bökkerink |
| 3000m     | Sjinkie Knegt      | Koen Hakkenberg      | Christiaan Bökkerink |

### Puntenklassement
| #      | Schaatser            | 1500m  | 500m   | 1000m  | 3000m  | Afstandspunten | Finalepunten |
| ------ | -------------------- | ------ | ------ | ------ | ------ | -------------- | ------------ |
| Goud   | Niels Kerstholt      | 1 (34) | 2 (21) | 1 (34) | 6 (3)  | 10             | 92           |
| Zilver | Freek van der Wart   | 2 (21) | 1 (34) | 4 (8)  | 4 (8)  | 11             | 71           |
| Brons  | Sjinkie Knegt        | -      | -      | 3 (13) | 1 (39) | 4              | 52           |
| 4      | Christiaan Bökkerink | 3 (13) | 3 (13) | 2 (21) | 5 (5)  | 13             | 52           |
| 5      | Koen Hakkenberg      | 5 (5)  | -      | -      | 2 (21) | 7              | 26           |
| 6      | Itzhak de Laat       | 4 (8)  | -      | 6      | 3 (13) | 13             | 21           |
|        | Daan Breeuwsma       | 6 (3)  | 4 (8)  | -      | 7 (2)  | 17             | 13           |
|        | Jorrit Oosten        | 7      | 7      | 6      | -      | 20             | -            |
| 8      | Jeroen Sonneveld     | 8      | -      | -      | -      | 8              | -            |
| 9      | Adwin Snellink       | 9      | -      | -      | -      | 9              | -            |
| 10     | Ruby Koek            |        | 5      |        | -      | 5              | -            |
| 11     | Björn Postma         | -      | -      | 5      | -      | 5              | -            |

5000 meter aflossing
| #      | Ploeg                                                                                        | Tijd     |
| ------ | -------------------------------------------------------------------------------------------- | -------- |
| Goud   | SC Thialf; Mark Prinsen, Sjinkie Knegt, Christiaan Bökkerink en Daan Breeuwsma               | 7:03,161 |
| Zilver | Gewest Zuid-Holland; Rudy Koek, Freek van der Wart, Koen Hakkenberg en Bas Boelsma           | 7:13,961 |
| Brons  | HV Den Haag/Westland; Adwin Snellink, Niels Kerstholt, Dylan Hoogerwerf en Robbert Kees-Boer | 7:24,182 |
| 4      | IJV Alblasserwaard; Jeroen Sonneveld, René de Groot en Sydney Swart                          | 7:39,498 |

## Vrouwen

### Afstandsmedailles
| Onderdeel | Goud            | Zilver           | Brons            |
| --------- | --------------- | ---------------- | ---------------- |
| 500m      | Jorien ter Mors | Yara van Kerkhof | Rosalie Huisman  |
| 1000m     | Jorien ter Mors | Yara van Kerkhof | Rianne de Vries  |
| 1500m     | Jorien ter Mors | Yara van Kerkhof | Lara van Ruijven |
| 3000m     | Jorien ter Mors | Hilda Wijnja     | Rianne de Vries  |

### Puntenklassement
| #      | Schaatser          | 1500m  | 500m   | 1000m  | 3000m  | Afstandspunten | Finalepunten |
| ------ | ------------------ | ------ | ------ | ------ | ------ | -------------- | ------------ |
| Goud   | Jorien ter Mors    | 1 (34) | 1 (34) | 1 (34) | 1 (39) | 4              | 141          |
| Zilver | Yara van Kerkhof   | 2 (21) | 2 (21) | 2 (21) | 6 (3)  | 12             | 66           |
| Brons  | Lara van Ruijven   | 3 (13) | 4 (8)  | 4 (8)  | 4 (8)  | 15             | 37           |
| 4      | Rosalie Huisman    | 4 (8)  | 3 (13) | 5      | 5 (5)  | 17             | 26           |
| 5      | Hilda Wijnja       | 5 (5)  | 6      | -      | 2 (21) | 13             | 26           |
| 6      | Rianne de Vries    | 7      | 5      | 3 (13) | 3 (13) | 18             | 26           |
| 7      | Saskia van Hoeven  | 6 (3)  | 7      | 7      | 7 (2)  | 27             | 5            |
| 8      | Tieneke Groeneveld | 9      | 8      | -      | -      | 17             | -            |
| 9      | Lois Kloor         | 8      | -      | 6      | -      | 14             | -            |
| 10     | Jonna Sabel        | 10     | -      | -      | -      | 10             | -            |

3000 meter aflossing
| #      | Ploeg                                                                             | Tijd     |
| ------ | --------------------------------------------------------------------------------- | -------- |
| Goud   | SC Thialf; Jorien ter Mors, Rianne de Vries, Hilda Wijnja en Jessica Ausma        | 4:32,825 |
| Zilver | Gewest Zuid-Holland; Yara van Kerkhof, Rosalie Huisman en Miranda Slootweg        | 4:33,956 |
| Brons  | HV Den Haag/Westland; Lara van Ruijven, Lois Kloor, Tineke Groeneveld en Sara Rog | 4:37,161 |
| 4      | SV Utrecht; Dagmar Kooistra, Imke van der Steen, Lisa Terpstra en Liduina Verbeek | DNF      |